# Улица Лауку (Рига)
Улица Ла́уку (латыш. Lauku iela, рус. Полевая) — улица в Латгальском предместье города Риги, в Гризинькалнсе.
Начинается от улицы Таллинас и заканчивается перекрёстком с улицей Пернавас; с другими улицами не пересекается. Общая длина улицы составляет 288 метров. На всём протяжении имеет асфальтовое покрытие. Общественный транспорт по улице не курсирует.

## История
Название улицы впервые встречается в адресных книгах Риги в 1887/1888 году и отражает окраинный пейзаж того времени. Переименований улицы не было.
Улица является одним из основных мест действия в книге Яниса Гризиня «Республика Вороньей улицы» и снятом по этой книге кинофильме.

## Примечательные здания
- Дом 9 — средняя школа имени И. Г. Гердера[5]